# Campeonato Europeo de Voleibol Femenino de 2011
El XXVII Campeonato Europeo de Voleibol Femenino se celebró conjuntamente en Italia y Serbia entre el 23 de septiembre y el 2 de octubre de 2011 bajo la organización de la Confederación Europea de Voleibol (CEV).

## Sedes
| Grupo          | Ciudad                    | Instalación      | Capacidad |
| -------------- | ------------------------- | ---------------- | --------- |
| A y fase final | Belgrado ( Serbia)        | Pabellón Pionir  | 8150      |
| B y fase final | Monza · ( Italia)         | PalaIper         | 4500      |
| C              | Zrenjanin ( Serbia)       | Pabellón Medison | 3000      |
| D              | Busto Arsizio · ( Italia) | PalaYamamay      | 4500      |

## Grupos
| Grupo A  | Grupo B    | Grupo C         | Grupo D      |
| -------- | ---------- | --------------- | ------------ |
| Serbia   | Italia     | República Checa | Rusia        |
| Alemania | Croacia    | Polonia         | Países Bajos |
| Francia  | Azerbaiyán | Israel          | Bulgaria     |
| Ucrania  | Turquía    | Rumanía         | España       |

## Primera fase

### Grupo A
| Equipo   | J | G | P | SG | SP | PG  | PP  | DP    | PTS |
| -------- | - | - | - | -- | -- | --- | --- | ----- | --- |
| Alemania | 3 | 3 | 0 | 9  | 1  | 245 | 187 | 1,310 | 9   |
| Serbia   | 3 | 2 | 1 | 7  | 4  | 249 | 215 | 1,158 | 6   |
| Francia  | 3 | 1 | 2 | 4  | 6  | 205 | 223 | 0,919 | 3   |
| Ucrania  | 3 | 0 | 3 | 0  | 9  | 152 | 226 | 0,673 | 0   |

- Resultados

| Fecha | Hora² | Partido¹ | Partido¹ | Partido¹ | Resultado   |
| ----- | ----- | -------- | -------- | -------- | ----------- |
| 24.09 | 17:00 | Alemania | -        | Ucrania  | 3-0 (75-49) |
| 24.09 | 20:00 | Francia  | -        | Serbia   | 1-3 (70-95) |
| 25.09 | 17:00 | Francia  | -        | Alemania | 0-3 (59-75) |
| 25.09 | 20:00 | Serbia   | -        | Ucrania  | 3-0 (75-50) |
| 26.09 | 17:00 | Ucrania  | -        | Francia  | 0-3 (53-76) |
| 26.09 | 20:00 | Serbia   | -        | Alemania | 1-3 (79-95) |

- (¹) – Todos en Belgrado.
- (²) – Hora local de Serbia (UTC+2).

### Grupo B
| Equipo     | J | G | P | SG | SP | PG  | PP  | DP    | PTS |
| ---------- | - | - | - | -- | -- | --- | --- | ----- | --- |
| Italia     | 3 | 2 | 1 | 8  | 4  | 272 | 254 | 1,071 | 7   |
| Turquía    | 3 | 2 | 1 | 6  | 6  | 275 | 258 | 1,066 | 5   |
| Azerbaiyán | 3 | 1 | 2 | 5  | 7  | 262 | 283 | 0,926 | 3   |
| Croacia    | 3 | 1 | 2 | 4  | 6  | 222 | 236 | 0,941 | 3   |

- Resultados

| Fecha | Hora² | Partido¹   | Partido¹ | Partido¹   | Resultado     |
| ----- | ----- | ---------- | -------- | ---------- | ------------- |
| 23.09 | 17:30 | Turquía    | -        | Azerbaiyán | 3-1 (98-82)   |
| 23.09 | 20:30 | Croacia    | -        | Italia     | 0-3 (75-58)   |
| 24.09 | 17:30 | Croacia    | -        | Turquía    | 3-0 (75-66)   |
| 24.09 | 20:30 | Italia     | -        | Azerbaiyán | 3-1 (96-85)   |
| 25.09 | 17:30 | Azerbaiyán | -        | Croacia    | 3-1 (95-89)   |
| 25.09 | 20:30 | Italia     | -        | Turquía    | 2-3 (101-111) |

- (¹) – Todos en Monza.
- (²) – Hora local de Italia (UTC+2).

### Grupo C
| Equipo          | J | G | P | SG | SP | PG  | PP  | DP    | PTS |
| --------------- | - | - | - | -- | -- | --- | --- | ----- | --- |
| Polonia         | 3 | 3 | 0 | 9  | 0  | 230 | 176 | 1,307 | 9   |
| República Checa | 3 | 2 | 1 | 6  | 3  | 220 | 185 | 1,189 | 6   |
| Rumanía         | 3 | 1 | 2 | 3  | 6  | 202 | 210 | 0,962 | 3   |
| Israel          | 3 | 0 | 3 | 0  | 9  | 144 | 225 | 0,640 | 0   |

- Resultados

| Fecha | Hora² | Partido¹        | Partido¹ | Partido¹        | Resultado   |
| ----- | ----- | --------------- | -------- | --------------- | ----------- |
| 24.09 | 16:00 | Israel          | -        | Polonia         | 0-3 (45-75) |
| 24.09 | 19:00 | Rumanía         | -        | República Checa | 0-3 (62-79) |
| 25.09 | 16:00 | Polonia         | -        | República Checa | 3-0 (78-66) |
| 25.09 | 19:00 | Israel          | -        | Rumanía         | 0-3 (54-75) |
| 26.09 | 16:00 | República Checa | -        | Israel          | 3-0 (75-45) |
| 26.09 | 19:00 | Polonia         | -        | Rumanía         | 3-0 (77-65) |

- (¹) – Todos en Zrenjanin.
- (²) – Hora local de Serbia (UTC+2).

### Grupo D
| Equipo       | J | G | P | SG | SP | PG  | PP  | DP    | PTS |
| ------------ | - | - | - | -- | -- | --- | --- | ----- | --- |
| Rusia        | 3 | 3 | 0 | 9  | 2  | 277 | 242 | 1,145 | 9   |
| Países Bajos | 3 | 2 | 1 | 7  | 3  | 237 | 209 | 1,134 | 6   |
| España       | 3 | 1 | 2 | 4  | 6  | 218 | 232 | 0,940 | 3   |
| Bulgaria     | 3 | 0 | 3 | 0  | 9  | 177 | 226 | 0,783 | 0   |

- Resultados

| Fecha | Hora² | Partido¹     | Partido¹ | Partido¹     | Resultado    |
| ----- | ----- | ------------ | -------- | ------------ | ------------ |
| 23.09 | 17:30 | Países Bajos | -        | España       | 3-0 (75-46)  |
| 23.09 | 20:30 | Bulgaria     | -        | Rusia        | 0-3 (58-76)  |
| 24.09 | 17:30 | Bulgaria     | -        | Países Bajos | 0-3 (63-75)  |
| 24.09 | 20:30 | Rusia        | -        | España       | 3-1 (101-97) |
| 25.09 | 17:30 | Rusia        | -        | Países Bajos | 3-1 (100-87) |
| 25.09 | 20:30 | España       | -        | Bulgaria     | 3-0 (75-56)  |

- (¹) – Todos en Busto Arsizio.
- (²) – Hora local de Italia (UTC+2).

## Fase final

### Clasificación a cuartos de final
| Fecha | Hora¹ | Partido         | Partido | Partido     | Resultado    |
| ----- | ----- | --------------- | ------- | ----------- | ------------ |
| 27.09 | 27:30 | Turquía         | -       | España²     | 3-0 (75-57)  |
| 27.09 | 20:30 | Países Bajos    | -       | Azerbaiyán² | 3-1 (100-83) |
| 28.09 | 17:00 | Serbia          | -       | Rumanía³    | 3-0 (75-54)  |
| 28.09 | 20:00 | República Checa | -       | Francia³    | 3-1 (98-74)  |

- (¹) – Hora local de Italia y Serbia (UTC+2).
- (²) – En Monza.
- (³) – En Belgrado.

### Cuartos de final
| Fecha | Hora² | Partido¹ | Partido¹ | Partido¹         | Resultado   |
| ----- | ----- | -------- | -------- | ---------------- | ----------- |
| 28.09 | 17:30 | Rusia    | -        | Turquía²         | 0-3 (65-77) |
| 28.09 | 20:30 | Italia   | -        | Países Bajos²    | 3-1 (96-84) |
| 29.09 | 17:00 | Alemania | -        | República Checa³ | 3-0 (75-55) |
| 29.09 | 20:00 | Polonia  | -        | Serbia³          | 0-3 (58-76) |

- (¹) – Hora local de Italia y Serbia (UTC+2).
- (²) – En Monza.
- (³) – En Belgrado.

### Semifinales
| Fecha | Hora² | Partido¹ | Partido¹ | Partido¹ | Resultado    |
| ----- | ----- | -------- | -------- | -------- | ------------ |
| 01.10 | 17:00 | Alemania | -        | Italia   | 3-0 (75-61)  |
| 01.10 | 20:00 | Serbia   | -        | Turquía  | 3-2 (111-94) |

- (¹) – En Belgrado.
- (²) – Hora local de Serbia (UTC+2).

### Tercer lugar
| Fecha | Hora² | Partido¹ | Partido¹ | Partido¹ | Resultado     |
| ----- | ----- | -------- | -------- | -------- | ------------- |
| 02.10 | 15:00 | Italia   | -        | Turquía  | 2-3 (102-105) |

- (¹) – En Belgrado.
- (²) – Hora local de Serbia (UTC+2).

### Final
| Fecha | Hora² | Partido¹ | Partido¹ | Partido¹ | Resultado    |
| ----- | ----- | -------- | -------- | -------- | ------------ |
| 02.10 | 18:00 | Alemania | -        | Serbia   | 2-3 (99-100) |

- (¹) – En Belgrado.
- (²) – Hora local de Serbia (UTC+2).

## Medallero
|        |          |         |
| Serbia | Alemania | Turquía |

## Estadísticas

### Clasificación general
| 1. Serbia          |
| 2. Alemania        |
| 3. Turquía         |
| 4. Italia          |
| 5. Rusia           |
| 5. Polonia         |
| 5. Países Bajos    |
| 5. República Checa |
| 9. Azerbaiyán      |
| 9. España          |
| 9. Francia         |
| 9. Rumanía         |
| 13. Bulgaria       |
| 13. Croacia        |
| 13. Israel         |
| 13. Ucrania        |